# Dinar koweïtien
Pour les articles homonymes, voir Dinar.
Le dinar koweïtien ou dinar du Koweït  (ISO 4217 code KWD) est la monnaie nationale du Koweït depuis 1961. Le dinar est subdivisé en 1 000 fils.

## Change
Début 2022, c'est la monnaie possédant le taux de change le plus élevé au monde par unité, avec 3,20 euros pour 1 dinar, devant le dinar bahreïni qui cote 2,60 € l'unité.
Du 18 mars 1975 au 4 janvier 2003, la valeur du dinar était calculée par rapport à un panier de devises.

## Historique
Le dinar est introduit en 1961 pour remplacer la roupie du Golfe qui était à parité avec la roupie indienne. Le dinar vaut à cette époque 1 livre sterling (ou 13⅓ roupies).
En août 1990, à la suite de l'invasion du Koweït par les forces armées irakiennes, la Banque centrale du Koweït est pillée. Après la restauration de l'autorité koweïtienne, l'ensemble des billets de banque est démonétisé, et une nouvelle gamme est lancée, la quatrième depuis 1961.

## Pièces de monnaie

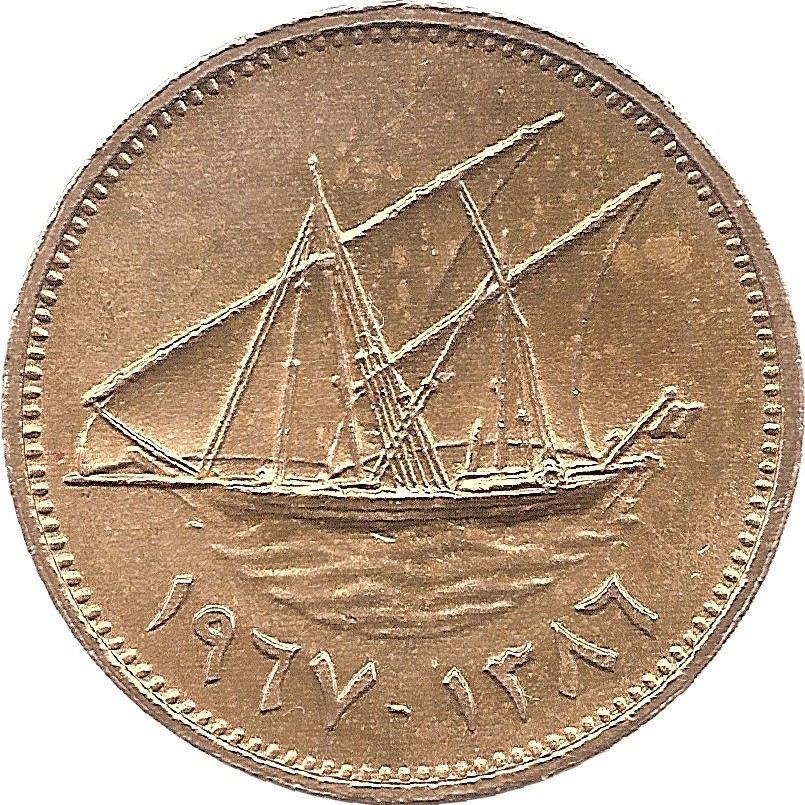
Pièce de 1 fils, 1967 (avers).

Les premières pièces sont frappées à partir de 1961 et comprennent des valeurs de 1, 10 et 20 fils en nickel-bronze (puis en acier plaqué bronze à partir de 2011) ; de 20, 50 et 100 fils en cupronickel, (puis en acier à partir de 2011). La pièce de 1 fils n'est plus fabriquée depuis 1988.
Le motif central de l'avers représente un bhum.

## Billets de banque
La première série de billets est lancée en 1961 et comprend des valeurs de ¼, ½, 1, 5 et 10 dinars. Ces billets sont démonétisés en 1982.
La deuxième série est lancée en 1970. La troisième en 1980. En 1986 est introduit le premier billet de 20 dinars. L'ensemble de ces billets est démonétisé en 1991.
La quatrième série est lancée en mars 1991 et la cinquième en 1994.
La sixième série sort en 2014, introduisant un système de sécurité renforcé et un motif en braille.